# Parque de la Alquería del Pilar
El Parque de la Alquería del Pilar es un parque situado en Dos Hermanas, España. Cuenta con una superficie de 11 hectáreas.Tiene su origen en una alquería llamada la Alquería del Pilar, construida en 1872 por el matrimonio de poetas tardo-románticos de Antonia Díaz y José Lamarque, que, junto a otros poetas como José Cascales Muñoz, José de Velilla o Antonio Prieto, se refirieron a la alquería en sus obras.

## Historia
El parque, tiene una historia vinculada al matrimonio de poetas Antonia Díaz y José Lamarque, quienes transformaron la finca en un espacio cultural. En el jardín se encontraba la gruta de la Virgen, decorada con estalactitas, conchas y peceras. Encima de la gruta se alzaba un torreón almenado de estilo medieval, que servía como gabinete para Antonia Díaz, quien escribió muchas de sus obras en este lugar.
Durante su estancia en la Alquería, Díaz organizaba tertulias literarias con intelectuales y artistas. El jardín incluía construcciones como grutas, ninféos, y fuentes, además de estatuas de personajes mitológicos y figuras históricas. También había un espacio para aves, un invernadero y un museo de Ciencias Naturales, rodeado de áreas boscosas y un huerto de cítricos.
Uno de los elementos más relevantes del parque era la Cruz de los Caballeros, un monumento que conmemora la muerte de un caballero en un duelo del siglo XVII. José Lamarque escribió un romance sobre este evento. La cruz y la lápida conmemorativa fueron adquiridas por él tras su destrucción en 1874 durante disturbios en Sevilla. En 1875, tras la restauración de Alfonso XII, el monumento fue reconstruido y colocado en una glorieta con bancos y azulejos. La lápida contenía una inscripción en memoria del caballero, pero fue retirada por el último propietario antes de que la finca fuera entregada al Ayuntamiento de Dos Hermanas en 1980. La Gruta de la Virgen fue tapiada en 2008.

## Equipamientos
En su interior se encuentra el Auditorio Municipal ‘Los del Río’ (en honor al dúo musical homónimo), construido sobre una antigua cantera, donde se celebran en la actualidad conciertos y espectáculos.
El parque cuenta con una amplia zona de juegos infantiles de integración, circuitos biosaludables y de calistenia, pistas deportivas para patinaje, baloncesto y fútbol, así como un parque canino, zona de merendero y una cafetería. También dispone de un pequeño lago con un pabellón de estilo oriental, que es hogar de patos y aves acuáticas.

## Flora
En el parque conviven un gran número de especies vegetales:
- Acer negundo (Arce de hoja de fresno)
- Agave americana
- Agave americana “marginata”
- Yuca
- Yuca basta
- Yuca elephantipes
- Aloe arborescens (Savila)
- Pistacia lentiscus (Lentisco)
- Schinus molle (Falsa pimienta)
- Hedera helix (Hiedra común)
- Araucaria heterophylla (Araucaria)
- Aristolochia baetica (Candil andaluz)
- Jubaea chilensis (Palmera de Chile)
- Livistona chinensis (Palma china de abanico)
- Phoenix canariensis (Palmera canaria)
- Phoenix datilifera (Palmera datilera)
- Phoenix reclinata (Palmera del Senegal)
- Siagrus romanzoffiana (Palmera de pindó)
- Trachycarpus fortunei (Palmera de la fortuna)
- Trithrinax campestris (Caranday)
- Washingtonia filifera (Palmera de California)
- Nandina domestica (Bambú divino)
- Catalpa bignonioides (Catalpa)
- Campsis radicans (Jazmín de Virginia)
- Jacaranda mimosifolia (Jacaranda)
- Chorisia speciosa (Palo borracho)
- Buddleja madagascariensis (Budleya amarilla)
- Buxus sempervirens (Boj común)
- Opuntia ficus-indica (Chumbera)
- Viburnum tinus (Durillo)
- Casuarina equisetifolia (Casuarina)
- Euonymus japonicus (Bonetero de Japón)
- Umbilicus rupestres (Ombligo de Venus)
- Cupressus arizonica (Arizónica)
- Cupressus funebris (Ciprés llorón Chino)
- Cupressus sempervirens (Ciprés)
- Thuja orientalis (Tuya)
- Cycas revoluta (Cica)
- Dracaena dargo (Drago)
- Diospyros kaki (Caqui)
- Diospyros virginiana (Caqui de Virginia)
- Cymbalaria muralis (Enredadera de muros)
- Ricinus communis (Ricino)
- Gleditschia triacanthos (Acacia de las tres espinas)
- Ceratonia siliqua (Algarrobo)
- Cercis siliquastrum (Espino de Jerusalén)
- Acacia de las tres espinas
- Acacia de Constantinopla
- Algarrobo
- Árbol del amor
- Albizia julibrissin (Acacia de Constantinopla)
- Robinia pseudoacacia (Robinia)
- Sophora japonica (Glicinia)
- Wisteria sinensis (Glicinia)
- Rosmarinus officinalis (Romero)
- Salvia amarga (Salvia)
- Laurus nobilis (Laurel)
- Asparagus setaceus (Esparraguera fina)
- Ruscus aculeatus (Rusco)
- Lagerstroemia indica (Árbol de Júpiter)
- Magnolia grandiflora (Magnolio)
- Hibiscus syriacus (Hibisco)
- Lavatera sp (Lavatera)
- Melia azedarach (Árbol del paraíso)
- Ficus carica (Higuera)
- Ficus microcarpa (Laurel de indias)
- Morus alba (Morera)
- Morus nigra (Morera negra)
- Broussonetia papyrifera (Morera de papel)
- Maclura pomifera (Naranjo de osage)
- Myoporum tenuifolium (Mioporo)
- Eucalyptus camaldulensis (Eucalipto colorado)
- Eucalyptus globulus (Eucalipto azul)
- Eucalyptus robusta (Eucalipto robusto)
- Eucalyptus sideroxylon (Eucalipto madera de hierro)
- Myrtus communis (Mirto)
- Bougainvillea spectabilis (Buganvilla)
- Nerium oleander (Adelfa)
- Ligustrum ovalifolium (Aligustre de California)
- Ligustrum lucidum (Aligustron)
- Fraxinus angustifolia (Fresno de hoja estrecha)
- Jasminum mesnyi (Jazmín de primavera)
- Jasminum nudiflorum (Jazmín de invierno)
- Olea europaea (Olivo)
- Olea europaea var. silvestris (Olivo silvestre)
- Phytolaca dioica (Ombú)
- Abies pinsapo (Pinsapo)
- Cedrus libani (Cedro)
- Pinus halepensis (Pino carrasco)
- Platanus hispanica (Plátano de sombra)
- Plumbago capensis (Celestina)
- Phyllostachys aurea (Bambú)
- Grevillea robusta (Roble australiano)
- Punica granatum (Granado)
- Eriobotrya japonica (Níspero)
- Photinia serrulata (Fotinia)
- Prunus cerasifera var pissardii (Mirobálano)
- Rosa híbrida (Rosal)
- Citrus aurantium (Naranjo moruno)
- Citrus deliciosa (Mandarino)
- Citrus limon (Limonero)
- Citrus limon var. lumia (Limón pera)
- Citrus myrtifolia (Naranjo amargo)
- Citrus x paradisi (Pomelo)
- Populus alba (Álamo blanco)
- Populus nigra (Chopo)
- Salix babylonica (Sauce llorón)
- Koelreuteria paniculata (Árbol de los farolillos)
- Ailanthus altissima (Ailanto)
- Solanum rantonetti (Dulcamara perenne)
- Brachichitum pupulneus (Brachichito)
- Firmiana simplex (Parasol chino)
- Strelitzia reginae (Flor ave del paraíso)
- Tamarix gallica (Taraje)
- Taxus baccata (Tejo)
- Celtis australis (Almez)
- Ulmus minor (Olmo)
- Ulmus pumila (Olmo de Siberia)
- Lantana camara (Lantana)
- Vitis vinifera (Vid común)